# The Neighbourhood
The Neighbourhood (đôi khi cách điệu như "THE NBHD") là một ban nhạc alternative rock được thành lập tại Newbury Park, California vào năm 2011. Ban nhạc gồm hát chính Jesse Rutherford, tay guitar Jeremy Freedman và Zach Abels, tay trống Brandon Fried và tay bass Mikey Margott. Sau khi phát hành hai EP, I'm Sorry... và Thank You,. The Neighbourhood phát hành album dài đầu tiên của họ, I Love You., vào ngày 23 tháng 4 năm 2013, thông qua Columbia Records. Cùng năm đó, EP "The Love Collection" được phát hành; và tiếp tục là một mixtape mang tên #000000 & #FFFFFF vào tháng 11 năm 2014. Ngày 16 tháng 1 năm 2014, ban nhạc tiết lộ thông qua phương tiện truyền thông tay trống Bryan Sammis đã rời khỏi ban nhạc để theo đuổi sự nghiệp solo âm nhạc.
Album thứ hai, Wiped Out! được phát hành vào ngày 30 tháng 10 năm 2015. Ngày 9 tháng 3 năm 2018, một album tự đề thứ ba của nhóm ra đời, trước đó đi kèm với sự phát hành của hai EP khác: Hard vào ngày 22 tháng 9 năm 2017 vốn sau đó nhanh chóng leo lên bảng xếp hạng Billboard 200, và To Imagine vào ngày 12 tháng 1 năm 2018. Sau khi album được xuất bản, các track trong đĩa đơn mở rộng không nằm trong danh sách track của hai EP trên được gộp lại trong một EP khác, Hard to Imagine.

## Lịch sử

### Sự thành lập và albumI Love You.(2011–2013)
Các thành viên trong ban nhạc chọn cách viết Anh - Anh cho "neighbourhood" theo lời khuyên của quản lí, để phân biệt họ với một ban nhạc khác đã sử dụng cách đánh vần Anh - Mỹ.
Vào đầu năm 2012, The Neighbourhood phát hành "Female Robbery" và "Sweater Weather". Vào tháng 5 năm 2012, ban nhạc ra mắt bằng một EP tự phát hành mang tên I'm Sorry..., được sản xuất bởi Justyn Pilbrow. Vào tháng 12/2012, nhóm phát hành EP thứ hai, Thank You,.
Ban nhạc biểu diễn tại Coachella vào năm 2013, ngay trước khi ra mắt với album I Love You., vốn được công chiếu vào ngày 16 tháng 4 năm 2013 qua Rolling Stone và chính thức phát hành vào ngày 23 tháng 4 năm 2013 qua Columbia Records. Album giành vị trí thứ 39 trong bảng xếp hạng US Billboard 200, bán được 9000 bản trong tuần đầu tiên với lead single "Sweater Weather" (MV ra mắt vào ngày 5 tháng 3 năm 2013). Màn trình diễn bài hát này của ban nhạc lần đầu tiên được lên sóng truyền hình vào ngày 27 tháng 6 năm 2013 trên Jimmy Kimmel Live. "Sweater Weather" đứng đầu bảng xếp hạng vào đầu tháng 6 năm 2013, đạt vị trí thứ nhất trong bảng xếp hạng Billboard Alternative Songs và đứng top 10 trong bảng xếp hạng Billboard Heatseekers Songs.
Ban nhạc tiếp tục tham gia mở màn trong tour của Imagine Dragons vào tháng 7 và tháng 9 năm 2013. The Neighbourhood cũng xuất hiện tại Đông Canada hai lần vào mùa hè năm 2013. Họ là một trong những nghệ sĩ mở đầu cho Edgefest tại Toronto vào ngày 31 tháng 7 năm 2013, và chơi tại lễ hội âm nhạc lớn nhất Canada, Osheaga, tại Montreal vào ngày 4 tháng 8. The Neighbourhood biểu diễn tại Music Midtown ở Atlanta vào ngày 21 tháng 9 năm 2013.

### #000000 & #FFFFFFvàWiped Out!(2014–2015)
Vào ngày 16 tháng 1 năm 2014, ban nhạc tiết lộ trên mạng xã hội rằng tay trống Bryan Sammis đã rời khỏi nhóm.
Trong tháng 4 năm 2013, The Neighbourhood hé lộ về tour diễn mùa hè 2013 mang tên The Love Collection Tour cùng với Lovelife, The 1975 và JMSN cũng như về kế hoạch ra mắt mixtape. Vào ngày 10 tháng 12 năm 2013, họ phát hành EP mới: The Love Collection. Vào ngày 28 tháng 12 năm 2014, ban nhạc cuối cùng đã cho ra mắt dự án với tên gọi #000000 & #FFFFFF (tương ứng với mã màu HEX của đen và trắng) miễn phí với sự góp mặt của các nghệ sĩ như DJ Drama, YG, Dej Loaf, French Montana, Danny Brown, G-Eazy và các nghệ sĩ khác.
Vào tháng 8 năm 2015, ban nhạc thông báo về sự phát hành sắp tới của album thứ hai Wiped Out! với "R.I.P 2 My Youth" là lead single (sau đó đứng tại vị trí thứ 13 trong bảng xếp hạng US Billboard 200). Ban nhạc tham gia vào tour diễn tại châu Âu trong tháng 11 năm 2015 và tour diễn tại Mỹ trong tháng 5 và tháng 6 năm 2016 để quảng bá album.

### Hard,To Imagine,album tự đề,Chip Chrome & the Mono-Tones và ngưng hoạt động(2017–nay)
Vào ngày 21 tháng 9 năm 2017, The Neighbourhood phát hành EP Hard (đạt vị trí thứ 183 trong bảng xếp hạng US Billboard 200). Một EP khác,
To Imagine được phát hành vào ngày 12 tháng 1 năm 2018.
Ban nhạc sau đó thông báo về album tự đề thứ ba The Neighbourhood, ra mắt vào ngày 9 tháng 3 năm 2018, bao gồm những track từ đĩa đơn mở rộng trước đó và lead single "Scary Love". Sau khi phát hành, những track từ EP không được bao gồm trong danh sách ra mắt đã được gộp lại trong một EP mới Hard to Imagine.
Ban nhạc sau đó phát hành bản hoàn chỉnh của album, với tựa đề Hard To Imagine The Neighbourhood Ever Changing với những bài hát từ Hard, To Imagine, The Neighbourhood và Ever Changing, trừ hai track "Revenge" và "Too Serious".
Ngày 16 tháng 8 năm 2019, nhóm ra mắt video âm nhạc cùng single "Middle of Somewhere". Ngày 10 tháng 10 năm 2019, single "Yellow Box" đã được ra mắt và trình làng trên một game hành động Death Stranding. Lyric video cho single được đăng tải ngày 7 tháng 11 năm 2019.
Ngày 31 tháng 7 năm 2020, nhóm công bố sẽ ra mắt album thứ 4 Chip Chrome & the Mono-Tones vào ngày 25 tháng 9. Trước đó đã có single "Cherry Flavoured" được ra mắt trong 1 playlist đặt tên theo chính album trên nhiều nền tảng âm nhạc khác nhau. Danh sách phát bao gồm các bài hát chính của nhóm cùng với single. Phần miêu tả của danh sách ghi là "Album out 9/25" (Tạm dịch: Album ra mắt ngày 25/9).
Tháng 2 năm 2022, nhóm tuyên bố sẽ tạm ngưng hoạt động.
Ngày 13 tháng 11 năm 2022, tay trống Brandon Fried bị tuyên bố trên mạng xã hội là rời khỏi The Neighbourhood sau khi hát chính của The Marías là María Zardoya cáo buộc anh xâm hại tình dục cô.

## Thành viên

### Thành viên hiện tại
- Jesse Rutherford  Sinh nhật: ngày 21 tháng 8 năm 1991 Vai trò: Hát chính (2011 - nay)
- Zach AbelsSinh nhật: ngày 3 tháng 7 năm 1992 Vai trò: Guitar chính & guitar đệm (2011 - nay), hát đệm (2015 - nay)
- Michael "Mikey" Margott  Sinh nhật: ngày 1 tháng 10 năm 1993 Vai trò: Bass (2011 - nay), hát đệm (2015 - nay)
- Jeremy Freedman   Sinh nhật: ngày 2 tháng 7 năm 1992 Vai trò: Guitar đệm & guitar chính, hát đệm (2011 - nay)

### Cựu thành viên
- Bryan "Olivver" SammisSinh nhật: ngày 11 tháng 7 năm 1990 Vai trò: Trống, nhạc cụ gõ, hát đệm (2011 - 2014)
- Brandon FriedSinh nhật: ngày 23 tháng 9 năm 1991 Vai trò: Trống, nhạc cụ gõ, hát đệm (2014 - 2022)

## Đĩa nhạc

### Album phòng thu
| Tiêu đề                                                                                    | Chi tiết | Vị trí xếp hạng cao nhất | Vị trí xếp hạng cao nhất | Vị trí xếp hạng cao nhất | Vị trí xếp hạng cao nhất | Vị trí xếp hạng cao nhất | Vị trí xếp hạng cao nhất | Vị trí xếp hạng cao nhất | Vị trí xếp hạng cao nhất | Vị trí xếp hạng cao nhất | Vị trí xếp hạng cao nhất | Vị trí xếp hạng cao nhất | Vị trí xếp hạng cao nhất | Chứng nhận                  |
| Tiêu đề                                                                                    | Chi tiết | Mỹ                       | Mỹ Alt                   | Mỹ Rock                  | Can                      | Anh                      | Úc                       | Bỉ                       | Phần Lan                 | Hà Lan                   | NZ                       | Ba Lan                   | Scotland                 | Chứng nhận                  |
| ------------------------------------------------------------------------------------------ | --- | ------------------------ | ------------------------ | ------------------------ | ------------------------ | ------------------------ | ------------------------ | ------------------------ | ------------------------ | ------------------------ | ------------------------ | ------------------------ | ------------------------ | --------------------------- |
| I Love You.                                                                                | - Ngày phát hành: 23 tháng 4 năm 2013 - Hãng thu âm: Columbia Records - Định dạng: CD, LD, tải kỹ thuật số  | 25                       | 9                        | 10                       | 20                       | 70                       | _                        | _                        | 37                       | 58                       | _                        | _                        | 92                       | - RIAA: Bạch kim - BPI: Bạc |
| Wipe Out!                                                                                  | - Ngày phát hành: 20 tháng 10 năm 2015 - Hãng thu âm: Columbia Records - Định dạng: CD, LD, tải kỹ thuật số | 13                       | 1                        | 2                        | 15                       | 86                       | 57                       | 156                      | _                        | _                        | 37                       | _                        | _                        | - RIAA: Vàng - BPI: Bạc     |
| The Neighbourhood                                                                          | - Ngày phát hành: 9 tháng 3 năm 2018 - Hãng thu âm: Columbia Records - Định dạng: CD, LD, tải kỹ thuật số   | 61                       | 4                        | 10                       | 89                       | _                        | _                        | _                        | _                        | 106                      | _                        | 17                       | _                        | - RIAA: Vàng                |
| Chip Chrome & the Mono-Tones                                                               | - Ngày phát hành: 25 tháng 9 năm 2020 - Hãng thu âm: Columbia Records - Định dạng: LP, tải kỹ thuật số      | _                        | _                        | _                        | _                        | _                        | _                        | _                        | _                        | _                        | _                        |                          | _                        |                             |
| "—" thể hiện bản ghi âm không lọt vào bảng xếp hạng hay không được phát hành ở lãnh thổ đó | |                          |                          |                          |                          |                          |                          |                          |                          |                          |                          |                          |                          |                             |

### Album tái phát hành
| Năm phát hành | Tiêu đề                                         | Chi tiết                                                                                                   | Vị trí xếp hạng cao nhất | Vị trí xếp hạng cao nhất | Vị trí xếp hạng cao nhất | Vị trí xếp hạng cao nhất | Vị trí xếp hạng cao nhất |
| ------------- | ----------------------------------------------- | --- | ------------------------ | ------------------------ | ------------------------ | ------------------------ | ------------------------ |
| Năm phát hành | Tiêu đề                                         | Chi tiết                                                                                                   | US Rocks                 | FIN                      | LTU                      | NOR                      | NLD                      |
| 2018          | Hard to Imagine The Neighbourhood Ever Changing | - Ngày phát hành: 2 tháng 11 năm 2018 - Hãng thu âm: Columbia Records - Định dạng: CD, LP, tải kỹ thuật số | 42                       | 21                       | 15                       | 25                       | 77                       |

### EPs
| Tiêu đề             | Năm phát hành | Ngày phát hành | Hãng thu âm      | Định dạng                  | Vị trí xếp hạng cao nhất | Vị trí xếp hạng cao nhất | Vị trí xếp hạng cao nhất |
| Tiêu đề             | Năm phát hành | Ngày phát hành | Hãng thu âm      | Định dạng                  | US                       | US rock                  | NZ                       |
| ------------------- | ------------- | -------------- | ---------------- | -------------------------- | ------------------------ | ------------------------ | ------------------------ |
| I'm Sorry...        | 2012          | 07 tháng 5     | Columbia Records | CD, Vinyl, tải kỹ thuật số | —                        | —                        | —                        |
| Thank You,          | 2012          | 17 tháng 12    | Columbia Records | CD, Vinyl, tải kỹ thuật số | —                        | —                        | —                        |
| Spotify Sessions    | 2013          | 18 tháng 6     | Columbia Records | Tải kỹ thuật số            | —                        | —                        | —                        |
| The Love Collection | 2013          | 10 tháng 12    | Columbia Records | Tải kỹ thuật số            | —                        | —                        | —                        |
| Hard                | 2017          | 22 tháng 9     | Columbia Records | Tải kỹ thuật số            | 138                      | 39                       | —                        |
| To Imagine          | 2018          | 12 tháng 1     | Columbia Records | Tải kỹ thuật số            | —                        | —                        | —                        |
| Hard To Imagine     | 2018          | 9 tháng 3      | Columbia Records | Tải kỹ thuật số            | —                        | —                        | —                        |
| Ever Changing       | 2018          | 21 tháng 9     | Columbia Records | Tải kỹ thuật số            | —                        | —                        | —                        |

### Đĩa đơn
| Tiêu đề                                                                           | Năm  | Vị trí xếp hạng cao nhất | Vị trí xếp hạng cao nhất | Vị trí xếp hạng cao nhất | Vị trí xếp hạng cao nhất | Vị trí xếp hạng cao nhất | Vị trí xếp hạng cao nhất | Vị trí xếp hạng cao nhất | Chứng nhận | Album                        |
| Tiêu đề                                                                           | Năm  | US                       | US Alt.                  | US Pop                   | US Rock                  | CAN                      | UK                       |                          | Chứng nhận | Album                        |
| --------------------------------------------------------------------------------- | ---- | ------------------------ | ------------------------ | ------------------------ | ------------------------ | ------------------------ | ------------------------ | ------------------------ | --- | ---------------------------- |
| "Female Robbery"                                                                  | 2012 | —                        | —                        | —                        | —                        | —                        | —                        | —                        | | I Love You.                  |
| "Sweater Weather"                                                                 | 2012 | 14                       | 1                        | 7                        | 4                        | 68                       | 49                       | 14                       | - RIAA: 9× Platinum - AFP: 3× Platinum - ARIA: Platinum - BPI: 2× Platinum - BVMI: Platinum - IFPI GRE: 2× Platinum | I Love You.                  |
| "Let It Go"                                                                       | 2013 | —                        | —                        | —                        | —                        | —                        | —                        |                          | | I Love You.                  |
| "Afraid"                                                                          | 2013 | 115                      | 4                        | —                        | 18                       | —                        | —                        |                          | - RIAA: Platinum | I Love You.                  |
| "R.I.P. 2 My Youth"                                                               | 2015 | —                        | 25                       | —                        | 13                       | 121                      | 85                       |                          | - RIAA: Gold | Wiped Out!                   |
| "Daddy Issues"                                                                    | 2015 | —                        | —                        | —                        | —                        | —                        | —                        | 40                       | | Wiped Out!                   |
| "Scary Love"                                                                      | 2017 | —                        | 22                       | —                        | 19                       | —                        | —                        | —                        | | The Neighbourhood            |
| "Livin' in a Dream"                                                               | 2018 | —                        | —                        | —                        | —                        | —                        | —                        | —                        | | Ever Changing                |
| "Yellow Box"                                                                      | 2019 | —                        | —                        | —                        | —                        | —                        | —                        | —                        | | Death Stranding: Timefall    |
| "Middle of Somewhere"                                                             | 2019 | —                        | —                        | —                        | —                        | —                        | —                        | —                        | | Chip Chrome & the Mono-Tones |
| "Cherry Flavoured"                                                                | 2020 | —                        | —                        | —                        | —                        | —                        | —                        | —                        | | Chip Chrome & the Mono-Tones |
| "Lost in Translation"                                                             | 2020 | —                        | —                        | —                        | —                        | —                        | —                        | —                        | | Chip Chrome & the Mono-Tones |
| "Stargazing"                                                                      | 2020 | —                        | —                        | —                        | —                        | —                        | —                        | —                        | | Chip Chrome & the Mono-Tones |
| "Fallen Star"                                                                     | 2021 | —                        | —                        | —                        | —                        | —                        | —                        | —                        | | Single                       |
| "—" denotes a recording that did not chart or was not released in that territory. |      |                          |                          |                          |                          |                          |                          |                          | |                              |

### Video âm nhạc
| Tiêu đề               | Năm  | Đạo diễn                     |
| --------------------- | ---- | ---------------------------- |
| "Female Robbery"      | 2012 | ENDS                         |
| "Let It Go"           | 2012 | ENDS                         |
| "A Little Death"      | 2012 | ENDS                         |
| "Sweater Weather"     | 2013 | ENDS                         |
| "Afraid"              | 2013 | ENDS                         |
| "Lurk"                | 2014 | ___                          |
| "#icanteven"          | 2015 | Eif Rivera                   |
| "Dangerous"           | 2015 | Jake Janisse                 |
| "Warm"                | 2015 | Dexter Navy                  |
| "R.I.P 2 My Youth"    | 2015 | Hype Williams                |
| "Daddy Issues"        | 2016 | Warren Kommers               |
| "Hard to Imagine"     | 2018 | Jack Begert                  |
| "Scary Love"          | 2018 | Jennifer Juniper Stratford   |
| "Middle of Nowhere"   | 2019 | Alex McDonell                |
| "Cherry Flavored"     | 2020 | Christopher Wilson           |
| "Devil's Advocate"    | 2020 | Adam Baldwin & Calvin Reboya |
| "Pretty Boy"          | 2020 | Ramez Silyan                 |
| "Lost In Translation" | 2020 | Mowgly Lee                   |
| "Hell or High Water"  | 2020 | Daniel Iglesias Jr.          |
| "Stargazing"          | 2020 | Ramez Silyan                 |